# Simson Alexander David
Simson Alexander David, auch Simon Alexander David, Pseudonyme: Alexander Daveson und Carl Julius Lange, (* 16. November 1755 in Braunschweig; † Ende 1812 oder Anfang 1813 vermutlich in Minsk) war ein deutscher Publizist, Geschäftsmann (Lotterieeinnehmer, Kunst- und Galanteriewarenhändler), Reise-Schriftsteller, Journalist, Zensor im Sold der französischen Besatzungstruppen (ab Oktober 1806), Hofrat (seit 1807) und ziviler Teilnehmer an Napoleons Russlandfeldzug (1812).

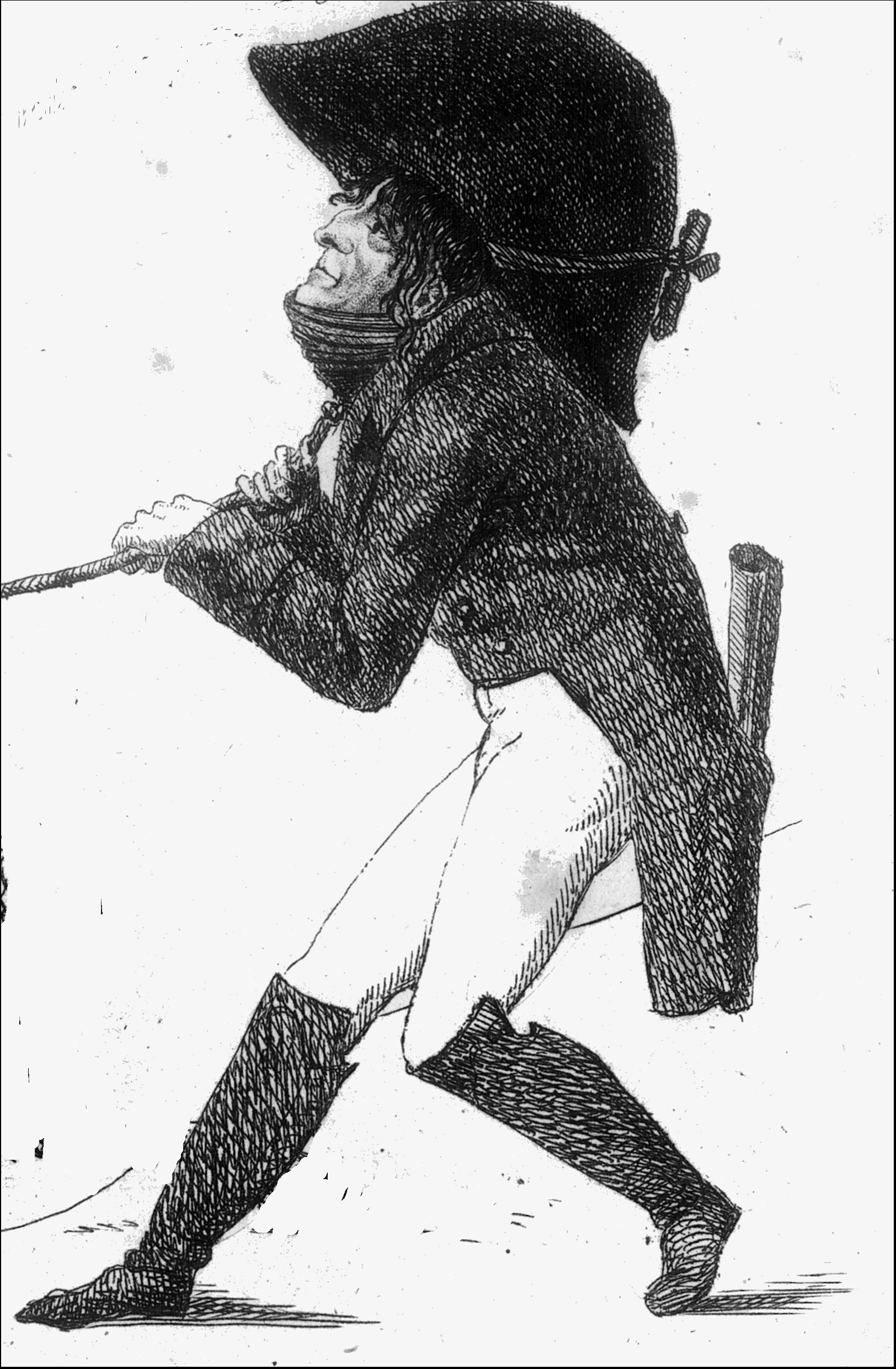
Karikatur aus dem Jahr 1808/09 von Simson Alexander David (Karl Julius Lange), hier dargestellt als Kollaborateur, der sich in französischer Uniform in Berlin zeigt. Solche Schmähbilder wurde zahlreich verkauft.

## Leben

### Herkunft und Jugend
Simson wurde als zehntes und jüngstes Kind des braunschweigischen Hof- und Kammeragenten Alexander David und seiner zweiten Frau Deborah Siemons am 16. November 1755 geboren. Schon in seiner Jugend fiel der verwöhnte und reiche Erbe, wie seine Brüder, durch einen verschwenderischen Lebenswandel auf. Vergeblich wurde ein Vormund eingesetzt, der verhindern sollte, dass die Leichtlebigkeit und Unerfahrenheit der Söhne des Kammeragenten von Geschäftsleuten ausgenutzt wurde. Volljährig geworden, versuchte sich Simson (auch: Samson) Alexander David seit 1778 als Kunst- und Galanteriewarenhändler (er nannte sich Alexander Daveson). Er vertrieb u. a. physikalische Geräte wie Elektrisiermaschinen. Daneben war er offizieller Einnehmer des hessischen Lotto für das Gebiet Braunschweig. Im Zusammenhang mit dieser Tätigkeit wurde er im April 1779 von den hessischen Behörden der Untreue und des Betrugs angeklagt. In den Skandal waren angeblich 43 Personen verwickelt. Die zweijährigen Ermittlungen ergaben keine Beweise für ein Fehlverhalten von David. Dennoch wurde er inhaftiert, weil er dem Herzog Karl Wilhelm Ferdinand von Braunschweig-Wolfenbüttel seit längerem ein Dorn im Auge war. Politischer Hintergrund dafür war die enge Verbindung Davids zum Vater des Herzogs, Karl I., der durch seine Verschwendung die Staatsfinanzen völlig zerrüttet hatte. David war einer der Lieferanten von Juwelen für Mätressen gewesen und hatte sich dem auf Sparsamkeit bestehenden Thronfolger gegenüber dreist benommen. Drei Wochen nach dem Tod von Karl I. (26. März 1780) wurde David festgenommen, offiziell wegen der Lottoaffäre, tatsächlich aber, weil der neue Herzog Rache nehmen wollte und die Braunschweiger Behörden befürchteten, er könne sich mit hohen Barmitteln ins Ausland absetzen (Leipziger Messe).

### Freundschaft mit Lessing
Der prominente Dichter und Journalist Gotthold Ephraim Lessing war von Davids Unschuld überzeugt, besuchte ihn im Gefängnis, kämpfte für seine Freilassung und nahm ihn schließlich bei sich in Wolfenbüttel auf. Von den nach wie vor guten finanziellen Verhältnissen Davids soll Lessing sehr profitiert haben. Der Dichter starb „in den Armen“ von David. Unter dem Datum vom 19. Dezember 1780 empfahl Lessing in einem Brief David ausdrücklich seinem Bekannten Moses Mendelssohn: "Er will von Ihnen nichts, lieber Moses, als dass Sie ihm den kürzesten und sichersten Weg nach dem Europäischen Lande vorschlagen, wo es weder Christen, noch Juden gibt. Ich verliere ihn ungern...".

### Reisen und Anfänge als Autor

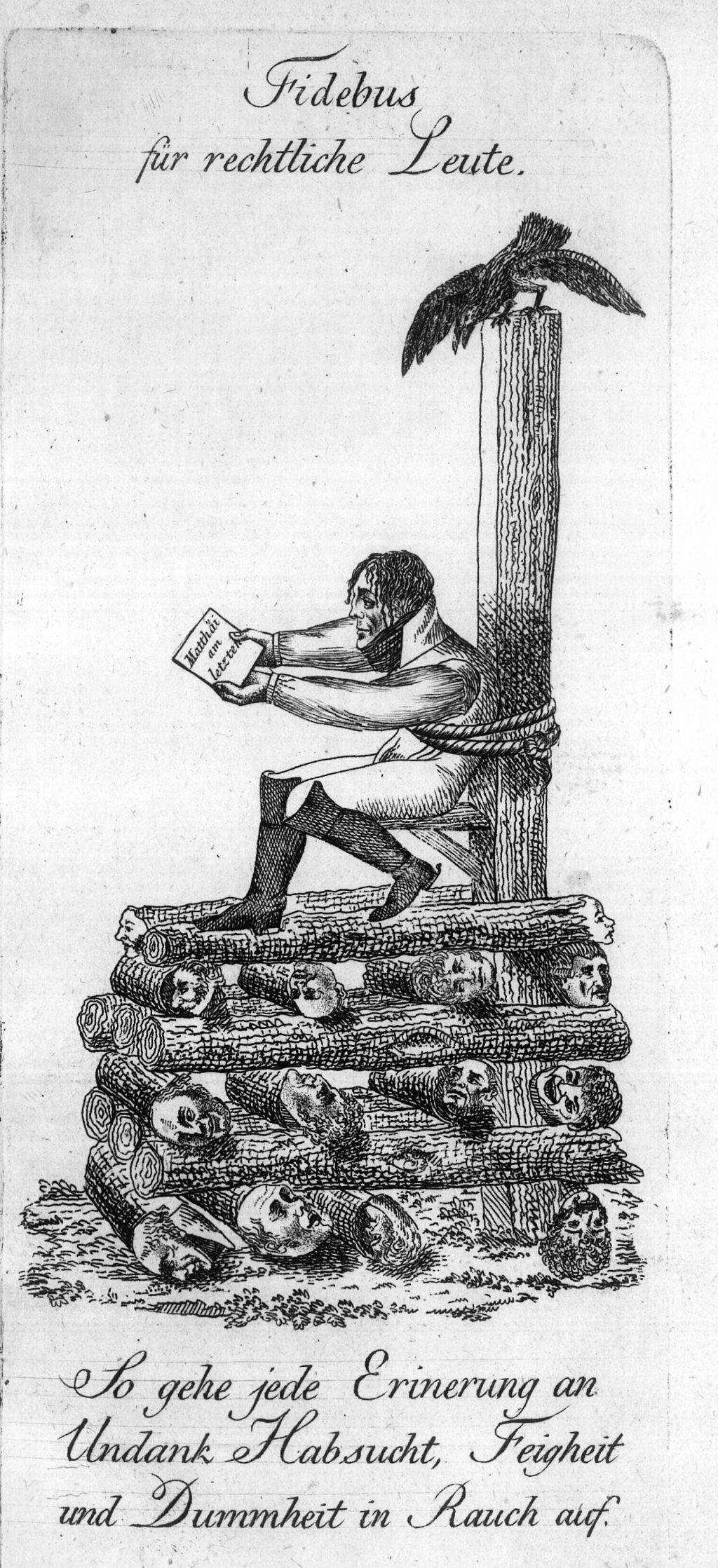
Karl Julius Lange auf dem Scheiterhaufen – Karikatur aus Berlin, ca. 1807

David ging unmittelbar nach Lessings Tod (15. Februar 1781) auf Reisen und lebte längere Zeit in England, wo er nach eigener Aussage bei Samuel Johnson Sprache und Kultur studierte und häufiger Zuschauer im britischen Parlament war. Belegen lässt sich das mangels schriftlicher Quellen nicht. Daneben arbeitete er wohl auch als Hauslehrer, möglicherweise bei der adeligen Familie Whitehouse. Im Sommer 1790 kehrte David unter dem Namen Karl Julius Lange (er hatte sich in England taufen lassen) nach Deutschland zurück. Hier wechselte er häufig seine Aufenthaltsorte und zog als Fachmann und Rezitator für englische Literatur und Kultur durch Norddeutschland (er legte sich den Titel Professor zu). Am 30. Oktober 1790 fiel er mit einem groß angekündigten Rezitationsabend ("attische Unterhaltung") am Hamburger Schauspielhaus durch, weil er britische Starschauspieler und Parlamentsredner der Zeit offenkundig mehr persiflierte als imitierte. In Braunschweig hatte er damit mehr Erfolg. Der Herzog, der ihn einst ins Gefängnis gebracht hatte, soll ihn herzlich empfangen, den Aufenthalt bezahlt und ihn reichlich beschenkt haben. In Hannover hielt David 1790/91 Vorlesungen in englischer Literaturgeschichte, ging 1792 nach Wien (u. a. Arbeit für die Wiener Zeitung) und reiste 1793 durch die Schweiz. Die Erfahrungen verarbeitete er ab 1794 in einem zweibändigen, sehr kritischen Buch (Die Schweiz und die Schweizer), das anonym erschien und in der Schweiz viel Aufsehen erregte. Es wurde in Basel wegen seiner radikaldemokratischen Tendenz verboten. David schrieb das Buch in Schweinfurt, wo er seit dem 20. April 1795 als "Braunschweiger Professor" auftrat und sich eine kostspielige Wohnung gemietet hatte. Er hatte die Tochter eines angesehenen Bayreuther Beamten, Caroline Schunter, geheiratet und sah sich als "privatisierender Gelehrter". Dass er häufig auf Reisen war, erregte das Misstrauen der Schweinfurter. 1795 bewarb sich David vergeblich bei Schiller um eine Mitarbeit an den Horen, obwohl Alexander von Humboldt ein Empfehlungsschreiben verfasst hatte. Auch ein Kontakt zu Christoph Martin Wieland und seinem Neuen Teutschen Merkur nebst einem offensichtlich kurzen Aufenthalt in Weimar scheint David nicht den ersehnten Kontakt zu den dortigen Größen des Geisteslebens verschafft zu haben. Beim Einzug der französischen Truppen in Schweinfurt 1796 war David im Auftrag des Schweinfurter Stadtrats als Dolmetscher und Unterhändler tätig und musste sich deswegen im Nachhinein als "Spion" beschimpfen lassen. Ob sich David in Schweinfurt dem französischen General Jean-Baptiste Jourdan als "Zuträger" angeboten hat, ist ebenso ungeklärt wie die Frage, ob er schon unter General Adam-Philippe de Custine als Kundschafter tätig war. Beides wurde von Davids Gegnern behauptet, aber nicht bewiesen. Von Jourdan selbst gibt es einen Brief, in dem er von einem "Maitre de Langue" (Sprachmeister, Dolmetscher) spricht, der zum Dank für geleistete Dienste einen französischen Pass erhalten habe. Fest steht, dass sich David nach wenigen Tagen aus Schweinfurt mit großzügiger finanzieller Hilfe der Stadt absetzte und in das weniger unruhige Bayreuth ging.

### Redakteur derDeutschen Reichs- und  Staatszeitung
Ende 1796 widmete sich David auf Einladung des Nürnberger Verlegers Ernst Christoph Grattenauer einem neuen Zeitungsprojekt, der Deutschen Reichs- und Staatszeitung, die unter aktiver Förderung des "dirigierenden Ministers" von Ansbach-Bayreuth, Karl August von Hardenberg herauskam und eine scharf anti-österreichische Tendenz hatte. Hardenberg nutzte Davids Talente für seine (geheime) Pressepolitik und hielt seine schützende Hand über den Journalisten, als mehrfach Beschwerden über die betont kritische, radikal liberale Berichterstattung des Blatts eingingen, u. a. aus dem deutschen Hochadel, dem russischen und österreichischen Hof. Beobachter wunderten sich darüber, dass in Preußen eine derart "freisinnige", liberale Zeitung überhaupt erscheinen konnte. Der genaue Druckort (Nürnberg, später Erlangen) und seine Verantwortlichkeit wurden von Hardenberg gegenüber seinen Berliner Vorgesetzten geheim gehalten. 1798 kam die unregelmäßig erscheinende Zeitschrift Neueste Staatenkunde. Ein Journal für Regenten und Völker hinzu. Im Mai 1799 wurde David auf Druck des österreichischen Hofes verhaftet, da er behauptet hatte, der Kaiser habe die Ermordung von französischen Gesandten auf dem Rastatter Kongress angeordnet. Obwohl die Gerüchte plausibel waren, musste die Zeitung trotz Hardenbergs Protektion eingestellt werden. Nach einer ersten kurzen Haft gelang David die Flucht nach Göttingen, er kehrte freiwillig zurück, wurde wieder verhaftet, und flüchtete schließlich am 30. November 1799 endgültig nach Altona (damals Dänemark), wo er sich erneut publizistisch betätigte (Zeitschrift Hamburg und Altona, 1801), allerdings unter zunehmend schwieriger werdenden finanziellen Verhältnissen litt. Seine Familie war auf fünf Kinder angewachsen. Mit Hamburger Verlegern lag David im Streit und wurde von Gläubigern verfolgt. Er wohnte deshalb zeitweise im Dorf Neumühlen bei Altona, später in Helmstedt. Hardenberg schickte zwar heimlich Geld und versuchte, Davids Prozess abzukürzen, doch erst Weihnachten 1803 schlug der preußische König Friedrich Wilhelm III. das Verfahren nieder. Davids Traum von einer festen Stelle im Staatsdienst erwies sich dennoch als utopisch.

### Herausgeber desTelegraph
Nach mehreren erfolglosen publizistischen Projekten und gelegentlicher Arbeit für August von Kotzebues Zeitschrift Der Freimüthige zog David Anfang 1804 nach Berlin, gab diverse, allesamt kurzlebige, Blätter heraus und beantragte im Herbst 1806 beim preußischen König Friedrich Wilhelm III. abermals die Lizenz für eine Tageszeitung. Diese Lizenz wurde ihm gewährt, weil sich die preußischen Behörden von David ein kämpferisches Propagandablatt versprachen. Der Telegraph erschien erstmals am 17. Oktober 1806, zu einer Zeit, als Preußen gerade in der Doppelschlacht von Jena und Auerstedt vernichtend von den Franzosen unter Napoleon I. geschlagen wurde. Nach einer ersten Nummer ganz im Sinne des preußischen Hurra-Patriotismus („Alles ist hier groß, ungewöhnlich, kolossal...“) wechselte David schon ab der zweiten Ausgabe des Telegraph die politische Linie, wurde in seinen Formulierungen zunächst vorsichtig-abwartend und schlug sich in den folgenden Tagen ganz auf die Seite der Franzosen, eine Haltung, die seiner demokratischen Grundüberzeugung entsprach und die er bis zur Einstellung des Blatts im Jahr 1808 beibehielt. Als erste und einzige täglich erscheinende Zeitung Berlins (und Deutschlands!) wurde der Telegraph zum europaweit gelesenen, halboffiziellen Sprachrohr der Franzosen, die Berlin besetzt behielten. Napoleon I. persönlich schrieb in einer Anweisung an seinen damaligen Polizeichef Bignon am 31. Oktober 1806, dass „dieses Individuum, wenn es sich gut aufführt, nach dem Abzug der Armee eine Pension und einen Wohnort in Frankreich erhalten soll“ David, der seit der Zusammenarbeit mit Hardenberg gewohnt war, auch propagandistisch tätig zu sein, ging zwangsläufig auf das „Angebot“ ein und attackierte heftig die Schattenseiten der preußischen Monarchie. In halbamtlichen Texten des Telegraphen wurde auch Königin Luise kritisiert, von der überliefert ist, dass sie von den ungewohnt deutlichen Angriffen schwer getroffen war. Mit seiner kritischen Einschätzung des „alten“ Preußens und seiner starren Verwaltungs- und Militärstrukturen stand David damals freilich keineswegs allein da, und es liegt nahe, dass er diese Meinung nicht nur äußerte, weil ihn die Franzosen dafür bezahlten und schützten, sondern weil er von jeher ein revolutionär gesinnter, aufgeklärter Zeitgenosse war.
David gilt als einer der ersten politischen (Meinungs-)Journalisten Deutschlands, zeichnete sich durch Witz, „Oppositionsgeist“ und demokratische Überzeugungen aus, stand aber als Herausgeber des Telegraph zweifellos ganz unter dem Einfluss und im Sold der französischen Besatzer. Dafür wurde er in Berlin so sehr attackiert, dass er zeitweise nur unter dem Schutz von Soldaten arbeiten konnte. Er gilt als Mitbegründer des Begriffs der Emanzipation, ein Wort, das er z. B. auf die Katholiken in Irland anwandte, die damals um ihre Anerkennung im protestantischen England kämpften.
Am 1. Januar 1807 wurde David mit dem Titel des „Fürstlich Isenburgischen Hofrats“  bedacht, eine Ehrung, die zweifelhaft war, da Fürst Carl von Isenburg-Birstein als leidenschaftlicher Napoleonbewunderer galt, eine Armee aus preußischen Deserteuren aufstellte und bei deutschen Patrioten entsprechend verhasst war. Am 3. Dezember 1808 verließ David Berlin, ging zunächst mit den abrückenden Franzosen in die Festung Stettin, wo der Telegraph entgegen ursprünglichen Ankündigungen nicht fortgesetzt wurde, und kam im Januar nach Erfurt, ins Hauptquartier des französischen Marschalls Davout. Napoleon schrieb in einem Brief an seinen Polizeiminister Fouché am 13. Januar 1809, Lange solle den Telegraphen noch eine Weile in Erfurt herausgeben und dann nach Düsseldorf umziehen, um von dort aus gegen die österreichischen Zeitungen in Wien und Preßburg zu agitieren. Der Telegraph erschien jedoch nicht mehr. Stattdessen überwachte David für die Franzosen die deutschen Zeitungen, schrieb auch einige aus Sicht der Besatzer unbrauchbare Dossiers, u. a. über die Bamberger Zeitung, die damals von Hegel betreut wurde.

### Späte Jahre und Tod in Russland
Über Davids genaue Tätigkeiten bis zu seinem Tod (vermutlich schon im Spätherbst 1812) ist wenig bekannt. Offenbar arbeitete er einige Zeit als "litterarischer Visiteur", also Oberzensor und Presse-Überwacher im Stab des französischen Marschalls Davout. In Erfurt soll David auf großem Fuß gelebt haben und durch seinen aufwändigen Lebensstil aufgefallen sein. So musste Tag und Nacht eine Kutsche für ihn bereitstehen.
Der französische Kriegsminister Henri Clarke d’Hunebourg hielt David für "wenig vertrauenerweckend" und unbrauchbar als Presse-Oberaufseher bzw. Geheimagent. Im Frühjahr 1811 zog David im Gefolge von Davout nach Hamburg, wo ihn der Verleger Friedrich Christoph Perthes für einen "geheimen Oberen" der Zensurbehörde hielt. Allerdings wurde David schon nach kurzer Zeit ausgewiesen, weil er Schuldscheine gefälscht hatte und als Dokumente von Marschall Davout ausgab, um an Geld zu kommen. Eine unbekannte Frau meldete David daraufhin der französischen Geheimpolizei. Im Sommer 1811 lebte David in Offenbach, der Residenz des Fürsten Carl von Isenburg, und in Frankfurt am Main. Im Allgemeinen Anzeiger der Deutschen vom 15. September 1811 kündigte er seine Memoiren an, die jedoch allem Anschein nach nie erschienen sind. In einem dort abgedruckten "Prolog" behauptet David, er fühle seinen Tod herannahen. Der Nürnberger Korrespondent von und für Deutschland meldete unter dem Datum 3. März 1813 unter Berufung auf nicht näher bezeichnete Quellen aus Berlin, David sei im weißrussischen Minsk gestorben. Das ist insofern plausibel, als tausende von zivilen Personen mit der Großen Armee den Russlandfeldzug mitmachten und viele davon im Winter 1812/13 auf dem Rückzug an Hunger, Kälte und Krankheiten starben.
In einem Attest des Magistrats der Stadt Bayreuth vom 12. Januar 1831 heißt es, Lange sei als "Armee-Beamter in der Kaiserlich-Französischen Armee dienend, seit dem französischen Feldzug 1812 in Russland vermisst". Das "Ableben des Herrn Hofraths Lange" sei nicht mit einem "legalen Todtenschein" nachzuweisen. Das ist der bislang einzige amtlich verbürgte Hinweis auf den Tod Simson Alexander Davids. Seine Frau C(K)aroline Helene Friederike Lange starb nach Recherchen des Stadtarchivs Bayreuth am 30. Dezember 1848 im Alter von 81 Jahren. Sie war verarmt und erhielt seit Januar 1813 ein Almosen, zuletzt in Höhe von 54 Kreuzern wöchentlich. Ihre Tochter, Cäcilie, heiratete 1831 einen Gutsbesitzer Dumont in Brüssel.

## Belege
1. ↑  zu Alternativschreibweisen siehe: Hans-Werner Engels: David, Simon Alexander. In: Franklin Kopitzsch, Dirk Brietzke (Hrsg.): Hamburgische Biografie. Band 1. Christians, Hamburg 2001, ISBN 3-7672-1364-8, S. 79.
2. ↑  Geburtsdatum nach Hamburg und Altona, Bd. 4, Heft 12, S. 224. Da David dort Mitarbeiter war, erscheint das Datum glaubhaft. Andere Quellen nennen den 13. November 1755 oder auch 1753, vgl. Peter Jungblut: Ein verteufeltes Leben, Berlin 2015, 2. Auflage, S. 395
3. ↑  so die Angabe in der Zeitschrift Hamburg und Altona, Bd. 4/Heft 12, Jg. 1802, S. 224
4. ↑  Michael, Bd. 2/1973, S. 61
5. ↑  zit. nach Lessing, G.E.: Sämmtliche Schriften, Bd. 12, Berlin 1840, S. 550
6. ↑  vgl. Gothaische Gelehrte Zeitungen, 14. Stück vom 19. Februar 1791, S. 144
7. ↑  vgl. Gothaische Gelehrte Zeitungen, 51. Stück vom 29. Juni 1791, S. 491
8. ↑  vgl. Raßdörfersche Chronik im Stadtarchiv Schweinfurt HA 121, S. 8 f.
9. ↑  Ilse Jahn und Fritz. G. Lange (Hrsg.): Die Jugendbriefe Alexander von Humboldts 1787-1799. Akademie-Verlag, Berlin 1973, S. 399.
10. ↑  Schiller-Nationalausgabe, Bd. 41/I., S. 160, dort Langes Brief an Schiller vom 25. Februar 1795
11. ↑  Anzeige Davids im Neuen Teutschem Merkur, Bd. 3 (1795), S. 319
12. ↑  vgl. Enderlein: Die Reichsstadt Schweinfurt während des letzten Jahrzehnts ihrer Reichsunmittelbarkeit mit vergleichenden Blicken auf die Gegenwart : aus städtischen Quellen, Schweinfurt 1863, S. 35 f.
13. ↑  zit. nach Telegraph, Nr. 1 vom 17. Oktober 1806, S. 2
14. ↑  zit. nach Revue contemporaine, 19. Jg. 1868, S. 459
15. ↑  Plon, Henri u. a. (hrsg.): Correspondance de Napoleon premier, Bd. 18, Paris 1865, S. Nr. 14694
16. ↑  Nemesis, Zeitschrift für Politik und Geschichte, Bd. 2 (1814), S. 446
17. ↑  Stadtarchiv Bayreuth, E.Nr. 1555
18. ↑  Stammtafel David

| Personendaten    | Personendaten |
| ---------------- | --- |
| NAME             | David, Simson Alexander                                                                                          |
| ALTERNATIVNAMEN  | David, Simon Alexander                                                                                           |
| KURZBESCHREIBUNG | deutscher Publizist, Geschäftsmann (Lotterieeinnehmer, Währungsspekulant, Kunsthändler) und Reise-Schriftsteller |
| GEBURTSDATUM     | 16. November 1755                                                                                                |
| GEBURTSORT       | Braunschweig |
| STERBEDATUM      | um 1812 |
| STERBEORT        | Erfurt |